# Atrophaneura latreillei
Espèce
Statut de conservation UICN

LC : Préoccupation mineure
Atrophaneura latreillei ou Moulin à vent rose aussi appelé Byasa latreillei, est une espèce de lépidoptères (papillons) de la famille des Papilionidae. Cette espèce vit dans les régions montagneuses d'Asie, de l'Afghanistan jusqu'au sud de la Chine.

## Description

### Imago

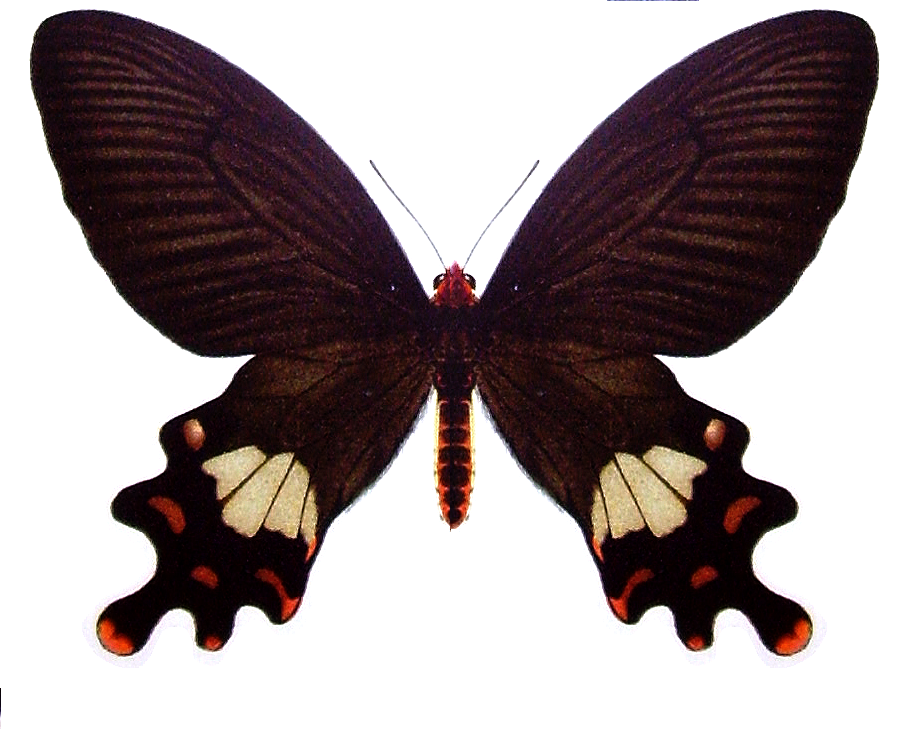
Atrophaneura latreillei femelle (dessin)

C'est un grand papillon qui fait entre 11  et   13 cm d'envergure. La tête est rose vif, le corps est noir dessus, et rose vif dessous, avec des macules noires. Les pattes sont noires. Les antennes sont également noires, fines et terminées en massue. Les ailes antérieures sont gris foncé ou brunes avec des veines noires, les ailes postérieures sont gris foncé ou brunes et noires dans leur partie inférieure. Elles sont dentelées avec une queue à l'extrémité arrondie. Elles présentent sur les deux faces une large zone blanche et une série de lunules rose vif. Les ailes postérieures de la femelle sont nettement plus larges que celles du mâle, les couleurs sont un peu plus pâles et la tache blanche est plus large,.

### Chenille
La chenille a une couleur qui va de brunâtre à violet pâle. La tête est noire et brillante. Le corps présente une bande blanche oblique et une série de courtes épines violettes à la base et rouge à l'extrémité.

### Chrysalide
La chrysalide est rouge orangée et attachée par une ceinture de soie. Elle émet un bruit grinçant quand on la touche.

## Écologie
L'habitat et l'écologie de cette espèce sont mal connus. Les chenilles se nourrissent de plantes de la famille des Aristolochiaceae. Au Népal la plante-hôte serait Aristolochia grifithii. Les adultes volent en plusieurs générations, entre avril et juin.

## Habitat et répartition
Cette espèce vit dans les forêts montagneuses d'Asie, de l'Afghanistan jusqu'à la Chine et au Laos, en passant par l'Himalaya. Elle a été trouvée à 2 750 mètres d'altitude dans l'Himalaya occidental et jusqu'à 3 000 mètres dans le district de Rasuwa au Népal.

## Systématique
L'espèce Atrophaneura latreillei a été décrite pour la première fois en 1826 par Charles Donovan dans le volume 4 de son Naturalist's repository, or miscellany of exotic natural history, sous le nom de Papilio latreillei. Le nom de l'espèce rend hommage à l'entomologiste français Pierre-André Latreille. Donovan l'a décrite à partir d'un spécimen de la collection de MacLeay. Ce papillon a ensuite été placé dans le genre Atrophaneura. Des études récentes le place dans un nouveau genre, le genre Byasa, sous le nom de Byasa latreillei.

### Sous-espèces
- A. latreillei latreillei[3]
- A. latreillei afghana
- A. latreillei kabrua
- A. latreillei ticona
- A. latreillei genestieri
- A. latreillei robus

## Menaces et statut
Atrophaneura latreillei n'est pas considéré comme menacé à l'échelle mondiale par l'UICN. L'espèce a une aire très vaste de répartition (plus de 4 millions de km2). Elle est également présente dans plusieurs parcs nationaux et aires protégées. Elle est cependant susceptible d'être localement menacée par la destruction de son habitat. Elle fait aussi l'objet de collecte pour les collectionneurs de papillons, mais il est difficile de dire si cela a un impact sur l'espèce. Atrophaneura latreillei  est protégé au Népal et la sous-espèce kabrua est protégée en Inde. Elle est considérée comme vulnérable en Chine.